# Hispano-Suiza HS.404
Il cannone automatico Hispano-Suiza HS.404 da 20 mm è stata una delle armi maggiormente utilizzate dalle aviazioni del XX secolo: Gran Bretagna, Stati Uniti, Francia e molte altre forze aeree ne hatto fatto uso estensivo durante la seconda guerra mondiale e nei conflitti successivi per equipaggiare i loro aerei da combattimento.

## Origini e sviluppo
Lo sviluppo dell'HS.404 si basò prevalentemente sul precedente cannoncino automatico Oerlikon FF S di origine svizzera che la Hispano-Suiza già produceva in licenza con i nomi di HS.7 e HS.9. Alla fine degli anni trenta l'ingegner Mark Birkigt modificò i progetti della Oerlikon per ottenere una nuova versione migliorata: un nuovo sistema di caricamento, una maggiore cadenza di tiro e una velocità del proiettile alla bocca di fuoco superiore. Il risultato di tali migliorie fu il Type 404, o HS.404, presto considerato la migliore arma della sua categoria. L'HS.404 venne utilizzato in maniera estensiva nella progettazione aeronautica prebellica in Francia dove venne realizzata una versione in grado di sparare attraverso il mozzo dell'elica del motore Hispano-Suiza 12Y, una soluzione che venne in seguito ripresa ed utilizzata estensivamente dagli ingegneri tedeschi. Nel 1940 in Francia erano in via di adozione anche versioni con caricamento a "cinghia" per montaggi alari (che interessavano particolarmente gli aerei Bloch MB 152, MB 155 e MB 157) e in studio altre con il calibro aumentato a 23mm per i velivoli d'assalto. La conquista tedesca interruppe molti promettenti sviluppi, ma buona parte del lavoro di progettazione fu passato ai britannici.
L'HS.404 venne accettato dalla Royal Air Force e dalla Fleet Air Arm inglesi nel 1941 in una versione lievemente modificata rinominata Hispano Mk.II (gli esemplari originari vennero accettati come Hispano Mk.I). Dopo una serie di modifiche apportate all'ala dei caccia Supermarine Spitfire e Hawker Hurricane, necessarie per alloggiare il nuovo cannoncino, gli Hispano Mk.II vennero montati in installazione singola o doppia (per ogni ala) in rimpiazzo alle mitragliatrici Browning .303. Nel 1943, visti gli ottimi risultati ottenuti, tutti gli aerei dotati di mitragliatrici Browning vennero potenziati alla nuova arma oppure radiati dal servizio.
Il cannone venne prodotto su licenza anche negli Stati Uniti con la denominazione di M1 sia per l'USAAC che per l'US Navy che intendevano equipaggiare i loro aerei con la nuova arma appena un sufficiente numero di pezzi fosse stato disponibile. Nel 1941 venne definito un imponente programma di costruzioni che comprendeva anche il relativo munizionamento. Avviata la produzione, però, i pezzi dimostrarono subito un grave problema di colpi non correttamente esplosi a causa di una scarsa battuta del percussore. Gli inglesi erano interessati ad acquistare quest'arma per alleggerire le richieste all'industria britannica, ma quando ricevettero i primi esemplari di M1 rimasero delusi dall'inaffidabilità dell'arma. Nell'aprile 1942, alla ricerca di una soluzione, un esemplare di Hispano Mk.II inglese venne inviato negli Stati Uniti per un ciclo di prove dalle quali emerse che l'arma inglese utilizzava un cameramento leggermente più corta. Tale differenza poteva essere causa dei difetti dell'M1.
Gli Stati Uniti rifiutarono di modificare la loro versione ciò nondimeno apportarono altre piccole modifiche che portarono alla produzione della versione M2: tale arma non dimostrò però di essere superiore alla precedente. Alla fine del 1942 le scorte di munizione raggiungevano i 40 milioni di colpi pronti all'uso, ma i cannoni erano ancora inaffidabili. L'US Navy cercò per tutto il corso della guerra di passare ad una soluzione d'armamento basata completamente su cannoni, ma senza successo: nel dicembre 1945 l'Army's Chief of Ordnance stava ancora progettando modifiche aggiuntive per rendere l'arma operativa e pronta ad entrare in servizio.
Nel frattempo gli inglesi avevano rinunciato alla versione americana ed incrementato i livelli produttivi interni fino al punto di rendere inutile l'acquisto dell'arma dall'estero. Venne prodotta una nuova versione, l'Mk.V, più corta, leggera e con una maggiore cadenza di tiro nonostante la perdita di velocità alla bocca di fuoco.
Gli Stati Uniti produssero la versione M3 che però non risolse, neppure in questo caso, i problemi dell'arma. Dopo la guerra l'United States Air Force utilizzò una versione dell'M3 rinominandolo M24; simile sotto tutti gli aspetti differiva per il munizionamento ad innesco elettrico.
Nel dopoguerra l'HS.404 scomparì rapidamente come arma aeronautica, anche causa dell'introduzione di cannoni con più camere di scoppio (revolver cannon) basati sui progetti del tedesco Mauser MG 213. Venne però utilizzato ancora, sino agli anni ottanta inclusi, come arma antiaerea, e in alcune nazioni africane e sud-americane sopravvive ancora oggi, anche come arma anti materiali montata sui più diversi autoveicoli.

## Caratteristiche tecniche
Il cannoncino Hispano sparava un proiettile da 130 grammi camerato 20 mm x 110 mm ad una velocità alla bocca di 840 – 880 m/s (a seconda della lunghezza della canna). La cadenza di tiro era di 600 - 850 colpi al minuto. La lunghezza complessiva dell'arma era di 2,36 m, con un peso di 42–50 kg. Il cannone inglese Mk.V e gli americani M3/M4 erano più leggeri ed avevano una cadenza di tiro superiore agli esemplari precedenti.

## Utilizzatori

### Argentina
Hispano Mk. II
- I.Ae. 24 Calquin

### Francia

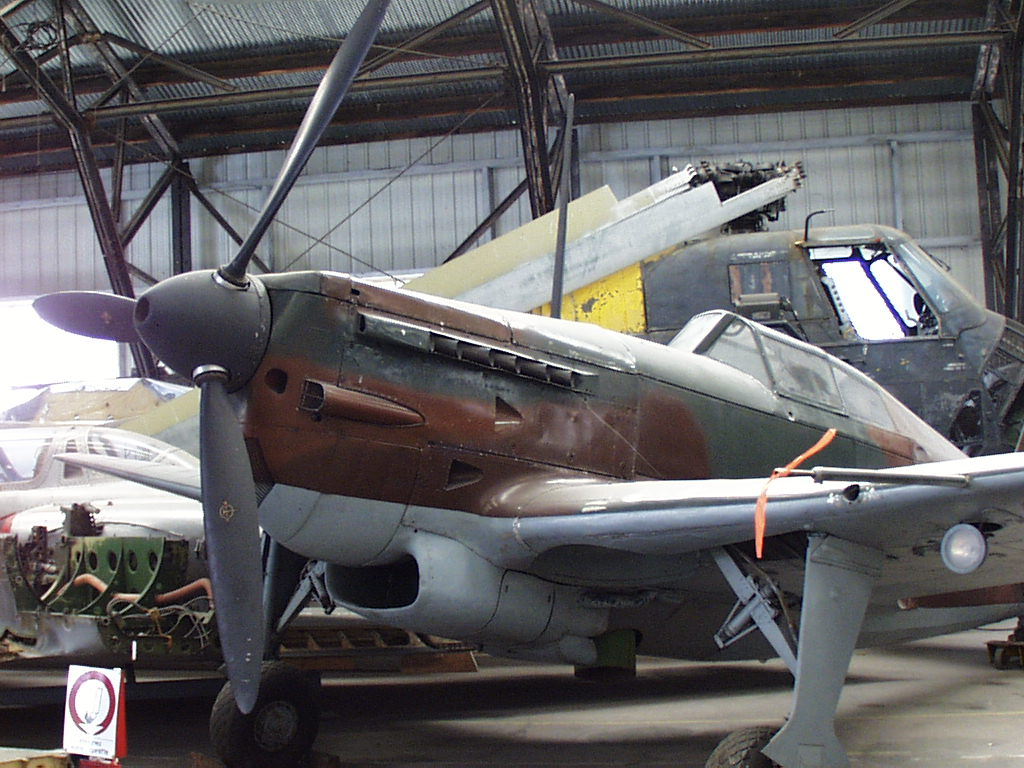
Morane-Saulnier M.S.406, uno dei molti caccia francesi con il moteur-canon sparante attraverso l'asse dell'elica.

HS.404
- Bloch MB 152
- Breguet Bre 693
- Dewoitine D.500
- Dewoitine D.520
- Lioré et Olivier LeO 451
- Morane-Saulnier M.S.406
- Potez 631

### Jugoslavia
HS.404
- Ikarus IK-2
- Rogožarski IK-3

### Regno Unito & Commonwealth britannico
Hispano Mk. I
- Gloster F.9/37 — rimasto allo stadio progettuale.
- Westland Whirlwind — il primo caccia armato di cannoncini aeronautici della RAF.
- Bristol Beaufighter — nelle prime serie.

Hispano Mk. II
- Blackburn Firebrand
- Blackburn Firecrest
- Bristol Beaufighter
- CAC Boomerang

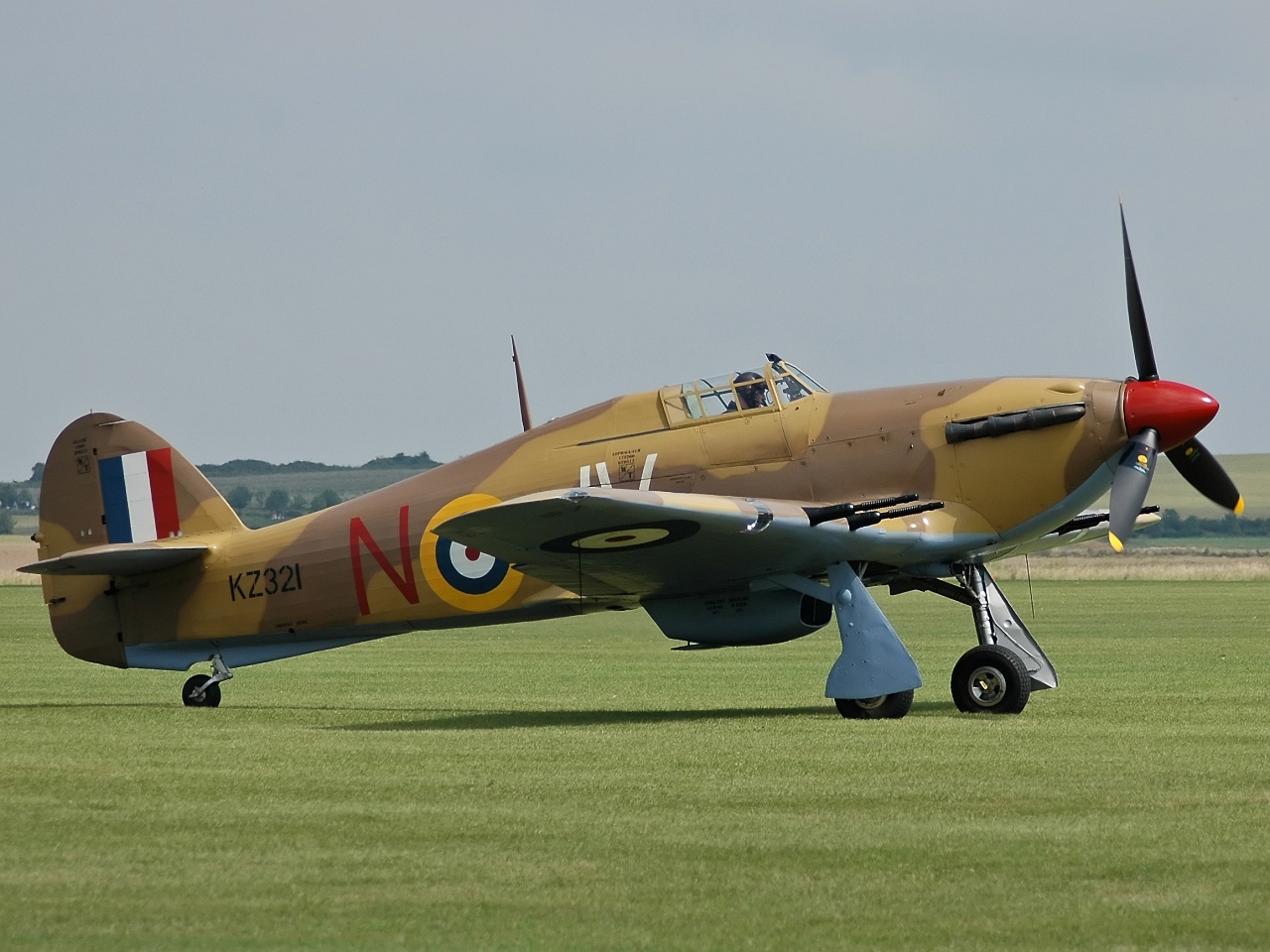
Hawker Hurricane Mk.IV equipaggiato con gli Mk.II, caratterizzato dalle canne allungate e sporgenti, collocati nelle semiali.

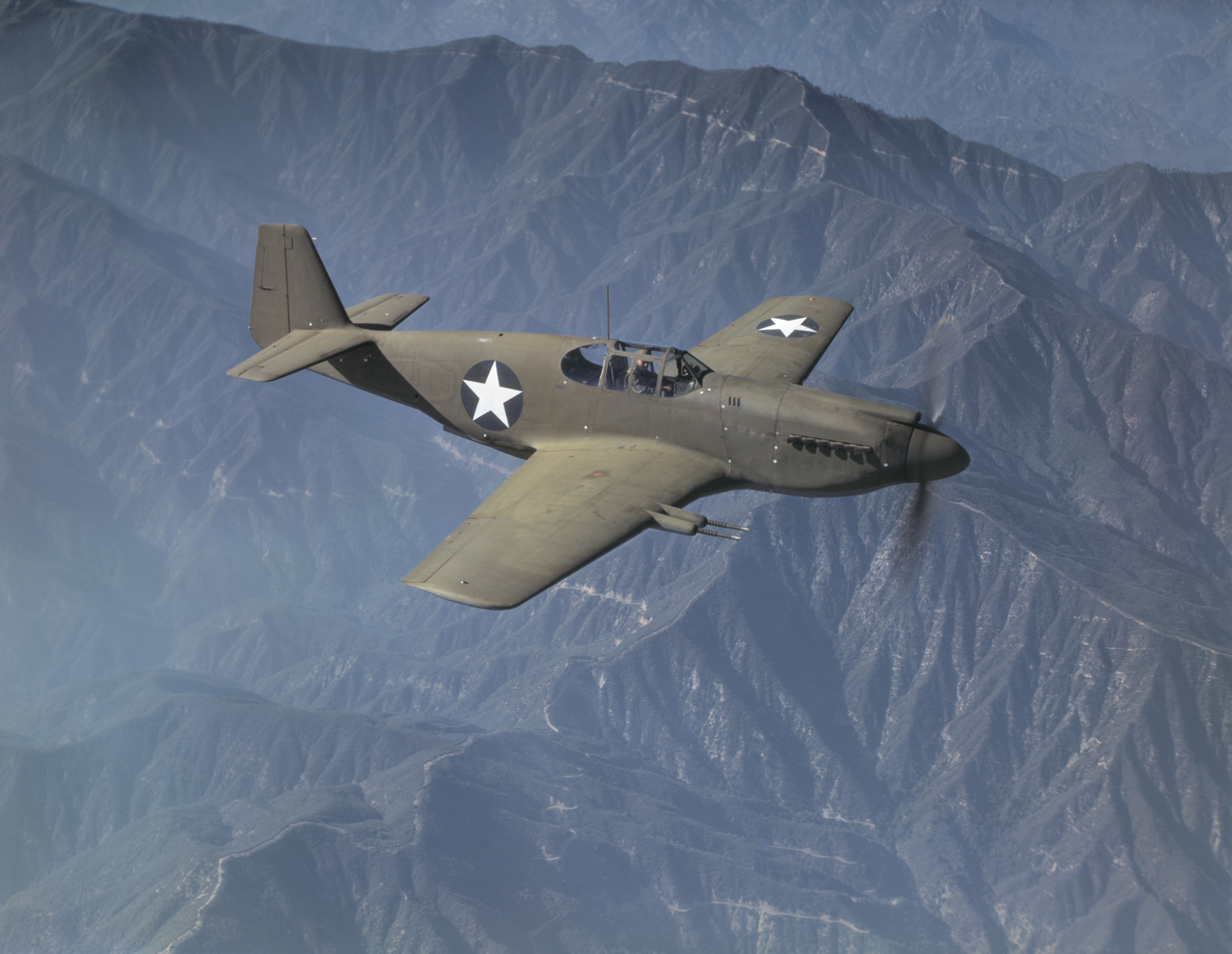
Il North American Mustang Mk. IA, la sola versione del Mustang ad essere equipaggiato con i cannoncini aeronautici, gli Hispano Mk.II.

- Consolidated Liberator GR I (4 esemplari in 20 aerei)
- de Havilland Mosquito
- Douglas Boston III (Intruder)[1]
- Fairey Firefly
- Gloster Meteor
- Hawker Hurricane Mk IIC and IV
- Hawker Tempest Mk V Srs I
- Hawker Typhoon Mk IB
- North American Mustang IA
- Supermarine Spitfire dal Mk. V al Mk. 20

Hispano Mk. V

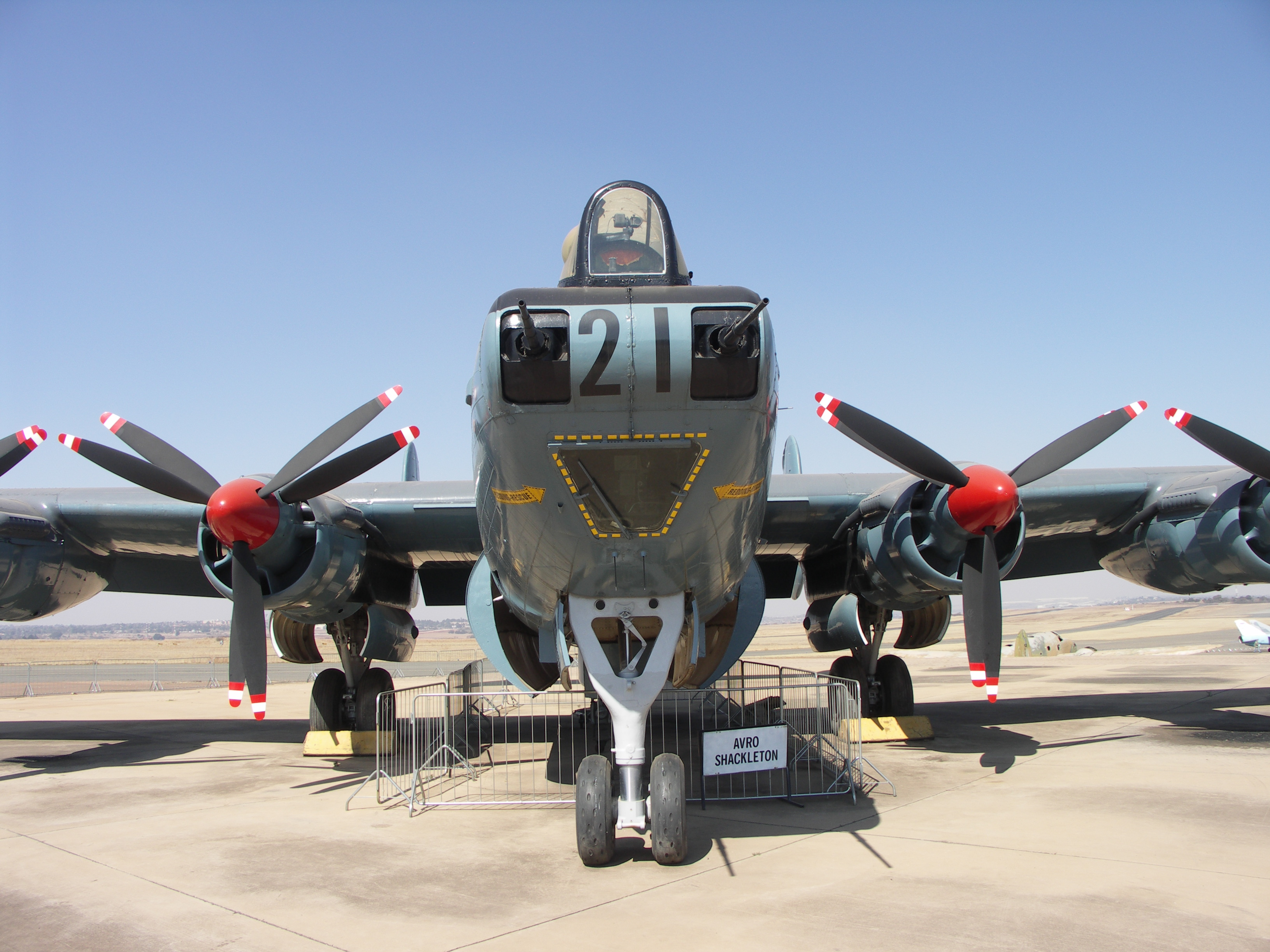
Un Avro Shackleton, equipaggiato con due Hispano Mk. V collocate nel naso.

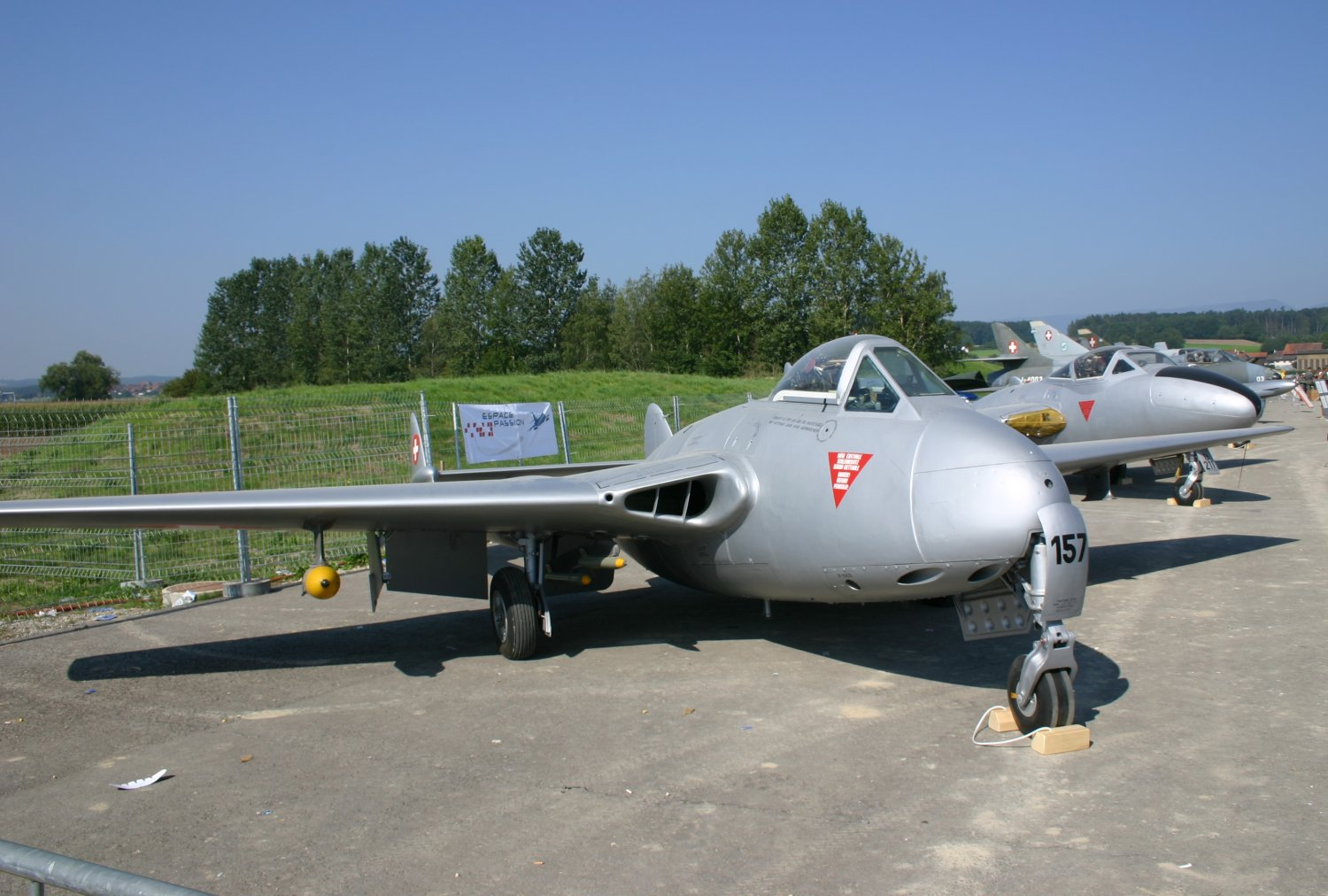
La versione Mk.V a canna corta venne utilizzata nella maggior parte dei caccia a getto britannici di prima generazione, come il de Havilland Vampire. La collocazione si può desumere dagli incavi visibili sotto il naso.

- Avro Lincoln (when fitted with mid-upper turrets)
- Avro Shackleton [2]
- Bristol Brigand
- de Havilland Hornet & Sea Hornet
- de Havilland Vampire
- de Havilland Venom & Sea Venom
- English Electric Canberra B.Mk.6 & B(I).Mk.8
- Hawker Fury & Sea Fury
- Hawker Sea Hawk
- Hawker Tempest Mk V Srs II e susseguenti versioni
- Martin-Baker MB 5 — (prototipo)
- Saunders-Roe SR.A/1
- Supermarine Attacker
- Supermarine Seafang
- Supermarine Spiteful
- Supermarine Spitfire Mark 21 e successive versioni
- Westland Welkin
- Westland Wyvern

### Stati Uniti d'America
M1
M2
- Bell P-400 (la versione da esportazione del P-39 Airacobra)
- Boeing B-29 Superfortress
- Chance Vought F4U-1C Corsair
- Douglas A-1 Skyraider
- Douglas F3D Skyknight
- Lockheed P-38 Lightning
- Northrop P-61 Black Widow

T31
- Douglas A2D Skyshark

M3

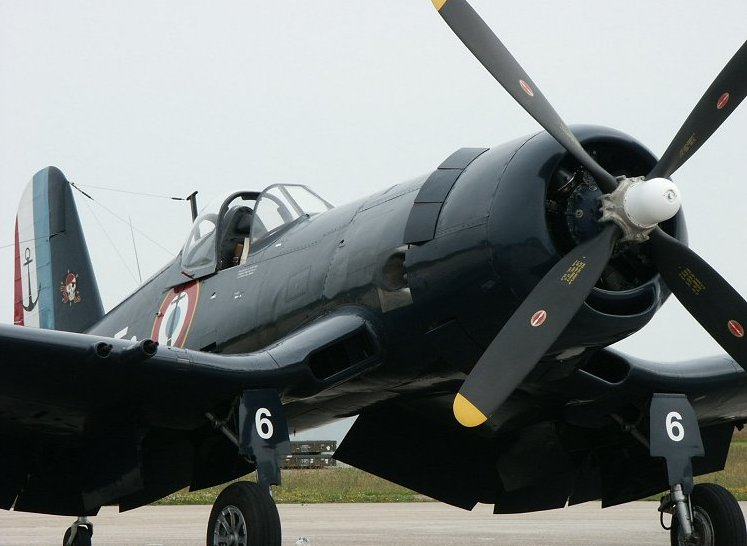
Le canne binate del modello M3 spuntano dal bordo d'attacco alare di un Chance Vought F4U Corsair.

- Chance Vought F4U-4B Corsair e tutte le versioni successive
- Vought F6U Pirate
- Vought F7U Cutlass

M24
- Boeing B-47 Stratojet
- Convair B-36
- Northrop F-89C Scorpion

### Svezia
Hispano Mk. V
- Saab 29 Tunnan